# Télouet
Télouet (in berbero: ⵜⴻⵍⵡⵉⵜ, Telwit; in arabo تلوات‎?) è un comune rurale del Marocco e un villaggio omonimo della provincia di Ouarzazate, nella regione Drâa-Tafilalet.
Il villaggio berbero di Télouet è situato nell'Alto Atlante, accessibile dalla starada P31 del Tichka (Tizi n'Tichka) che collega Marrakech a Ouarzazate.
L'ex roccaforte di Glaoui, Pascià di Marrakech (nominato da Lyautey nel 1918) è il capoluogo della tribù Glaoui che ha fatto fortuna nel corso dei secoli con il passaggio delle carovane commerciali che collegavano le regioni sub-sahariane alla costa mediterranea del Marocco.
La fine di questo privilegio fu causata dalla costruzione ad opera della legione straniera, negli anni 1920, della strada del Tizi n'Tichka.

## La qasba di Télouet

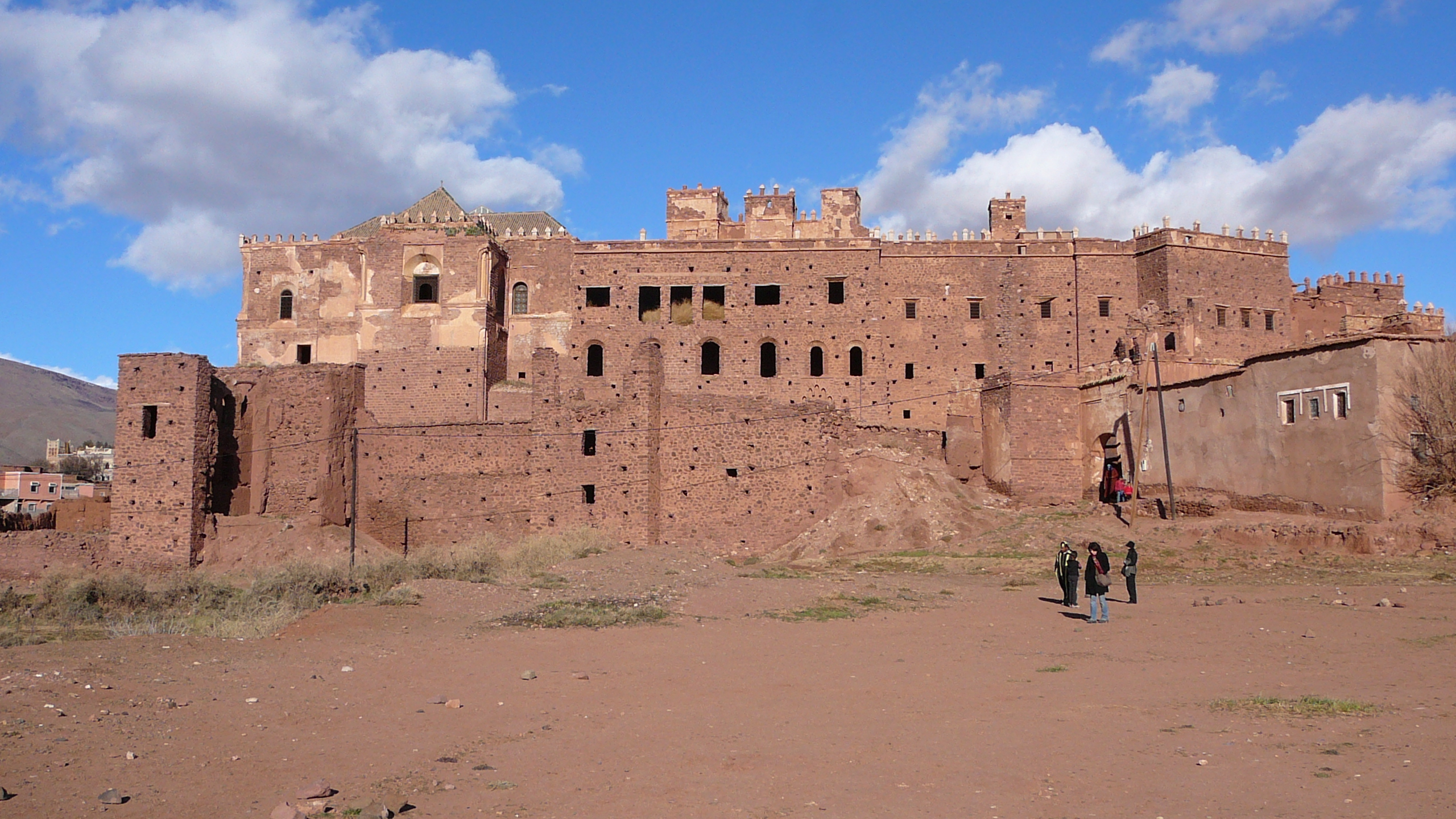
La qasba di Télouet nel 2008

El-Hadj Thami (il pascià Thami El Glaoui) fece edificare la qasba agli inizi del XX secolo.
Morì nel 1956, nel totale disprezzo per aver negato la causa nazionale, e la qasba abbandonata è andata in rovina.
Vedendola dall'esterno non si possono immaginare le ricchezze che si trovano all'interno, sicuramente una delle più belle qasba nella regione dopo il Palazzo Bahia di Marrakech.